# Zella/Rhön
Zella/Rhön is een plaats en voormalige gemeente in de Duitse deelstaat Thüringen, en maakt deel uit van de Wartburgkreis.
Zella/Rhön telt  inwoners.

## Geschiedenis
De gemeente maakte deel uit van de Verwaltungsgemeinschaft Dermbach tot deze op 1 januari werd opgeheven en Zella werd opgenomen in de gemeente Dermbach.
Bernshausen · Brunnhartshausen · Dermbach · Diedorf · Föhlritz · Glattbach · Gehaus · Hartschwinden · Hohenwart · Lindenau · Lindigshof · Mebritz · Menzengraben · Neidhartshausen · Oberalba · Stadtlengsfeld · Steinberg · Unteralba · Urnshausen · Zella/Rhön